# UN M.49
Стандарт ООН M.49 (англ. UN M.49) — стандарт для кодов регионов, используемый ООН для статистических целей, разработанный и поддерживаемый Статистическим отделом ООН. Каждый код региона представляет собой трехзначное число, которое может означать различные географические, политические или экономические регионы, такие как континент, страна или определённая группа развитых или развивающихся стран. Назначенные коды, как правило, не меняются при изменении названия страны или региона (в отличие от ISO 3166-1 alpha-2 или ISO 3166-1 alpha-3), но изменяются при значительном изменении территории страны или региона, хотя были и исключения из этого правила. Пакистан, например, сохраняет код, который был ему присвоен в оригинальном издании M.49 1970 года, хотя Бангладеш отделилась от Пакистана в 1971 году и официально не получила код до 1975 года, когда была выпущена новая редакция M.49.
Некоторые из этих кодов, которые представляют страны и территории, были впервые включены в стандарт ISO 3166-1 в 1981 году, но при этом фактически использовались Статистическим отделом ООН с 1970 года.
Другая часть этих числовых кодов, представляющих географические (континентальные и субконтинентальные) наднациональные регионы, была также включена в реестр IANA для субтегов регионов (впервые описана в сентябре 2006 года в ныне устаревшем RFC 4646, подтверждена в его преемнике RFC 5646, опубликованном в сентябре 2009 года) для использования языковых кодов, как указано в BCP 47 IETF (где коды ISO 3166-1 alpha-2 используются в качестве подтегов регионов вместо кодов M.49 для стран и территорий).

## Списки кодов
| Географические макрорегионы (См. также BCP 47 IETF) | Географические макрорегионы (См. также BCP 47 IETF) |
| Код                                                 | Регион                                              |
| --------------------------------------------------- | --------------------------------------------------- |
| 001                                                 | Земля в целом                                       |
| 002                                                 | Африка                                              |
| 015                                                 | Северная Африка                                     |
| 202                                                 | Чёрная Африка                                       |
| 014                                                 | Восточная Африка                                    |
| 017                                                 | Центральная Африка                                  |
| 018                                                 | Южная Африка                                        |
| 011                                                 | Западная Африка                                     |
| 019                                                 | Америка                                             |
| 419                                                 | Латинская Америка и Карибы                          |
| 029                                                 | Карибы                                              |
| 013                                                 | Центральная Америка                                 |
| 005                                                 | Южная Америка                                       |
| 003                                                 | Северная Америка (включает 021, 029, 013)           |
| 021                                                 | Северная Америка                                    |
| 142                                                 | Азия                                                |
| 143                                                 | Центральная Азия                                    |
| 030                                                 | Восточная Азия                                      |
| 035                                                 | Юго-Восточная Азия                                  |
| 034                                                 | Южная Азия                                          |
| 145                                                 | Западная Азия                                       |
| 150                                                 | Европа                                              |
| 151                                                 | Восточная Европа (включая Северную Азию)            |
| 154                                                 | Северная Европа                                     |
| 039                                                 | Южная Европа                                        |
| 155                                                 | Западная Европа                                     |
| 009                                                 | Океания                                             |
| 053                                                 | Австралия и Новая Зеландия                          |
| 054                                                 | Меланезия                                           |
| 057                                                 | Микронезия                                          |
| 061                                                 | Полинезия                                           |

| Примеры геополитических образований (стран и территорий) (См. также ISO 3166-1) | Примеры геополитических образований (стран и территорий) (См. также ISO 3166-1) |
| Код                                                                             | Регион                                                                          |
| ------------------------------------------------------------------------------- | ------------------------------------------------------------------------------- |
| 024                                                                             | Ангола                                                                          |
| 591                                                                             | Панама                                                                          |
| 496                                                                             | Монголия                                                                        |
| 554                                                                             | Новая Зеландия                                                                  |
| 756                                                                             | Швейцария                                                                       |
| 830                                                                             | Нормандские острова                                                             |
| Примеры экономических регионов (определены только для статистических целей)     |                                                                                 |
| Код                                                                             | Регион                                                                          |
|                                                                                 | Развитые и развивающиеся регионы                                                |
|                                                                                 | Развитые страны                                                                 |
| 021                                                                             | Северная Америка                                                                |
| 150                                                                             | Европа                                                                          |
| 392                                                                             | Япония                                                                          |
| 053                                                                             | Австралия и Новая Зеландия                                                      |
| 376                                                                             | Израиль                                                                         |
|                                                                                 | Южноафриканский таможенный союз                                                 |
|                                                                                 | Развивающиеся страны                                                            |
| 002                                                                             | Африка (исключая Южноафриканский таможенный союз)                               |
| 019*                                                                            | Америка (* исключая Северную Америку, код 021)                                  |
| 029                                                                             | Карибский бассейн                                                               |
| 013                                                                             | Центральная Америка                                                             |
| 005                                                                             | Южная Америка                                                                   |
| 142*                                                                            | Азия (* исключая Японию (код 392), и иногда — Израиль, код 376)                 |
| 009*                                                                            | Океания (* исключая Австралию и Новую Зеландию, код 053)                        |
| 778                                                                             | Страны с переходной экономикой                                                  |
| 172                                                                             | Содружество независимых государств (СНГ)                                        |
|                                                                                 | Страны с переходной экономикой Юго-Восточной Европы                             |
|                                                                                 | Развивающиеся страны                                                            |
| 432                                                                             | Развивающиеся страны без выхода к морю                                          |
| 722                                                                             | Малые островные развивающиеся страны                                            |
| 199                                                                             | Прочие развивающиеся страны                                                     |

## Резервные коды
Помимо вышеуказанных кодов, числовые коды от 900 до 999 зарезервированы для частного использования в стандарте ISO 3166-1, по согласованию с СОООН и в стандарте ООН M.49. Они могут использоваться для любых других группировок или подразделений стран, территорий и регионов.
Некоторые из этих кодов можно найти в статистических отчетах и базах данных ООН, созданных для конкретных целей. Они не могут быть перенесены в базы данных третьих сторон (кроме как по отдельному соглашению) и могут быть изменены без предварительного уведомления.
Код 000 зарезервирован и используется не для определения какого-либо региона, а лишь в случае отсутствия данных или использования данных, к которым не применима кодировка какого бы то ни было региона. Для неизвестных или незакодированных регионов предпочтительно использовать частные варианты кодов.

## Расширение М.49
Ранние издания стандарта M.49 вместо трёхзначных кодов использовали одно- или двузначные префиксы для обозначения экономических регионов. Эти двузначные префиксы были разработаны для того, их можно было легко агрегировать с помощью сопоставления префиксов, а регионы можно было бы указать совместно, используя код 000 в качестве основы, к которой будет добавляться префикс. Например, путем добавления к коду Алжира 012 префикса 13 получался пятизначный код Алжира 13012, который можно было идентифицировать как находящийся в Северной Африке (код 13000), которая, в свою очередь, находится в Африке (код 10000).
Также разрешались однозначные префиксы для указания статистики составных частей стран. Например, добавив 5 к коду Великобритании, получали четырёхзначный код 8265 для Шотландии как части Великобритании.

## Устаревшие и неиспользуемые коды
| Прежний код | Прежнее название региона                           | Новый код                                                            |
| ----------- | -------------------------------------------------- | -------------------------------------------------------------------- |
| 128         | Кантон и Эндербери                                 | 296                                                                  |
| 200         | Чехословакия                                       | 203, 703                                                             |
| 720         | Народная Демократическая Республика Йемен          | 887                                                                  |
| 230         | Эфиопия                                            | 231, 232                                                             |
| 280         | Федеративная Республика Германия                   | 276                                                                  |
| 274         | Сектор Газа                                        | 275                                                                  |
| 278         | Германская Демократическая Республика              | 276                                                                  |
| 396         | Джонстон                                           | 581                                                                  |
| 488         | Мидуэй                                             | 581                                                                  |
| 530         | Нидерландские Антильские острова                   | 531, 534, 535                                                        |
| 532         | Нидерландские Антильские острова                   | 530, 533                                                             |
| 582         | Подопечная территория Тихоокеанские острова        | 580, 583, 584, 585                                                   |
| 891         | Сербия и Черногория                                | 499, 688                                                             |
| 890         | Социалистическая Федеративная Республика Югославия | 070, 191, 705, 807, 891                                              |
| 062         | Южно-Центральная Азия                              | 034, 143                                                             |
| 736         | Судан                                              | 728, 729                                                             |
| 810         | Союз Советских Социалистических Республик          | 031, 051, 112, 233, 268, 398, 417, 428, 440, 498, 762, 795, 804, 860 |
| 849         | Разные Тихоокеанские острова США                   | 581                                                                  |
| 872         | Уэйк                                               | 581                                                                  |
| 886         | Йемен                                              | 887                                                                  |

## Комментарии
1. ↑  Canton and Enderbury Islands (code 128) merged with Kiribati (code 296).
2. ↑  As of 1 January 1993, Czechoslovakia split into the Czech Republic (code 203) and Slovakia (code 703).
3. 1 2  Democratic Yemen (numerical code 720) and Yemen (886) merged on 22 May 1990 under the name Yemen (887).
4. 1 2  The German Democratic Republic (numerical code 278) accessed on 3 October 1990 to the Federal Republic of Germany (280), with effect from 3 October 1990 and  have united to form a single country simply designated as "Germany" (276).
5. 1 2 3 4  United States Minor Outlying Islands (numerical code 581) formed by merging Johnston Island (396), Midway Islands (488), United States Miscellaneous Pacific Islands (849), and Wake Island (872).
6. ↑  The Netherlands Antilles were dissolved in 2010
7. ↑  The Netherlands Antilles (with previous numerical code 532) was split when Aruba (533) was separated from it, and the remaining part was then given the new numerical code 530.
8. ↑  Various districts that composed the Trust Territory of the Pacific Islands were split successively from the trusteeship and gained independence to form the Republic of the Marshall Islands (numerical code 584), the Federated States of Micronesia (583), and  the Republic of Palau (585). The Commonwealth of the Northern Mariana Islands (580) was later set up in political union with the U.S.
9. 1 2  Serbia and Montenegro (numerical code 891) dissolved on 3 June 2006 into 2 independent countries: Montenegro (499) and Serbia (688).
10. ↑  Prior to 1 January 1992, the same numerical code 890 referred to the Socialist Federal Republic of Yugoslavia, which was composed of six republics, before the independence of Slovenia (705), Croatia (191), Bosnia and Herzegovina (070), and the Republic of Macedonia (807); the remaining Yugoslav Federation was then dissolved and renamed to form the Federation of Serbia and Montenegro (891, now also dissolved).
11. ↑  South Sudan (numerical code 728) became independent from Sudan (736) on July 9, 2011.  The remaining part of Sudan was given the new numerical code 729.
12. ↑  Союз Советских Социалистических Республик в 1991 году распался на 15 независимых государств:
  - в Центральной Азии: Казахстан (также частично расположен в Восточной Европе) (398), Кыргызстан (417), Таджикистан (762), Туркменистан (795) and Узбекистан (860);
  - в Западной Азии: Армения (numerical code 051), Азербайджан (также частично расположен в Восточной Европе) (031) and Грузия (также частично расположена в Восточной Европе) (268);
  - в Северной Европе: Эстония (233), Латвия (428), Литва (440);
  - в Восточной Европе: Беларусь (числовой код 112),  Молдова (498), Украина (804) и Российская Федерация (также частично расположена в Северной Азии) (643).